# Elatea
Elatea (in greco antico: Ἐλάτεια?, Eláteia) era una città della Focide, in Grecia.

## Collocazione
La città, il centro più importante della regione dopo Delfi, era situata "circa nel mezzo del grande bacino fertile che si estende per quasi 20 miglia dai canali del Cefiso sotto ad Anficlea fino a quelli presenti all'entrata della Beozia." Elatea, quindi, controllava i passi che conducevano in Grecia posti a sud del monte Eta e si sviluppò come centro militare.
Pausania il Periegeta la descrive come situata di fronte ad Anficlea, alla distanza di 180 stadi da questa, su un pendio che sale dolcemente nella piana del Cefiso.
Elatea sorgeva sul luogo dell'attuale villaggio di Elateia, dove si possono vedere alcuni resti ellenici e dove il nome antico è stato rinvenuto in un'iscrizione risalente al tempo di Melezio. Sono stati scoperti anche alcuni resti del tempio di Atena Cranea situati nel luogo indicato da Pausania.

## Storia
Elatea non è menzionata in Omero. I suoi abitanti sostenevano di essere Arcadi e che il loro nome derivasse da Elato, figlio di Arcade.
La città venne bruciata, insieme alle altre città focesi, dall'esercito di Serse durante la seconda guerra persiana. Nel 338 a.C., quando Filippo II entrò nella regione con l'intento di dichiarare guerra ad Amfissa, prese Elatea e cominciò a ricostruirne le fortificazioni. Il timore diffusosi ad Atene quando giunse la notizia dimostra quanto la città fosse in una posizione chiave per il sud della Grecia.
Pausania racconta i successivi eventi che accaddero alla città: resistette a Cassandro, ma venne conquistata da Filippo V, figlio di Demetrio II. Rimase fedele a Filippo quando i Romani invasero la Grecia e venne presa da questi nel 198 a.C. In un secondo momento i Romani dichiararono la città libera perché gli abitanti avevano respinto un attacco di Tassile, il generale di Mitridate.

## Descrizione
Tra i posti più importanti di Elatea Pausania menziona l'agorà, il tempio di Asclepio contenente una statua del dio imberbe, un teatro, e un'antica statua di bronzo di Atena. Egli nomina anche un tempio di Atena Cranea, situato a 20 stadi da Elatea: per raggiungerlo si percorreva una strada lievemente in salita, il cui ultimo tratto diventava ripido poiché l'edificio sorgeva su una piccola collinetta rialzata.